# Maarten Wynants
Pour les articles homonymes, voir Wynants.
Maarten Wynants, né le 13 mai 1982 à Hasselt, est un coureur cycliste et directeur sportif belge, passé professionnel en 2005. En fin de carrière, il court pour l'équipe Jumbo-Visma avant d'en devenir directeur sportif en 2021. Une course féminine professionnelle porte son nom : le Trofee Maarten Wynants.

## Biographie
Passé professionnel en 2005 dans l'équipe Chocolade Jacques-T-Interim, après avoir longtemps hésité entre le cyclisme et le saut à la perche, Wynants s'y fait remarquer dès ses débuts en terminant troisième du Hel van het Mergelland. 
En 2007, il est recruté par l'équipe Quick Step-Innergetic, où il est avant tout un équipier, mais sait créer la surprise quand il est en forme. En juin 2007, il termine ainsi cinquième du Ster Elektrotoer et troisième de Halle-Ingooigem. Puis, début 2008, il est troisième du Trofeo Soller et cinquième du Samyn. Enfin, en septembre 2008, il est coup sur coup sixième de Paris-Bruxelles et du Grand Prix de Fourmies.
Wynants est pris dans une chute au cours de la sixième étape du Tour de France 2012. Il se fracture alors deux côtes et se perfore un poumon et doit abandonner la course au terme de cette étape.
En 2017 il est sélectionné pour participer aux championnats d'Europe de cyclisme sur route.
En avril 2021, il met un terme à sa carrière de coureur à l'issue du Tour des Flandres et devient directeur sportif, toujours au sein de l'équipe Jumbo-Visma,.

Portraits
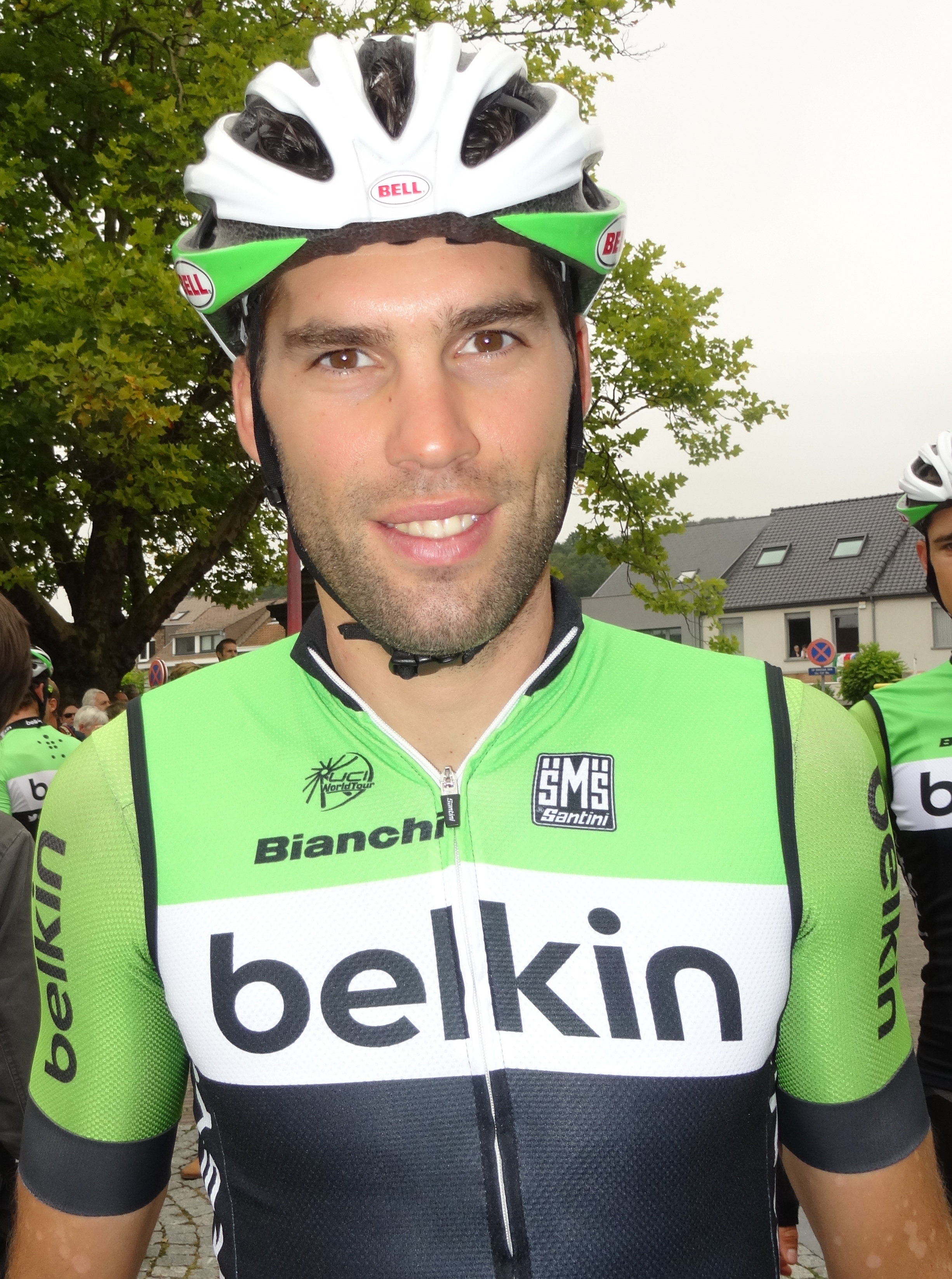
Maarten Wynants au départ de la Druivenkoers Overijse 2014 à Huldenberg.
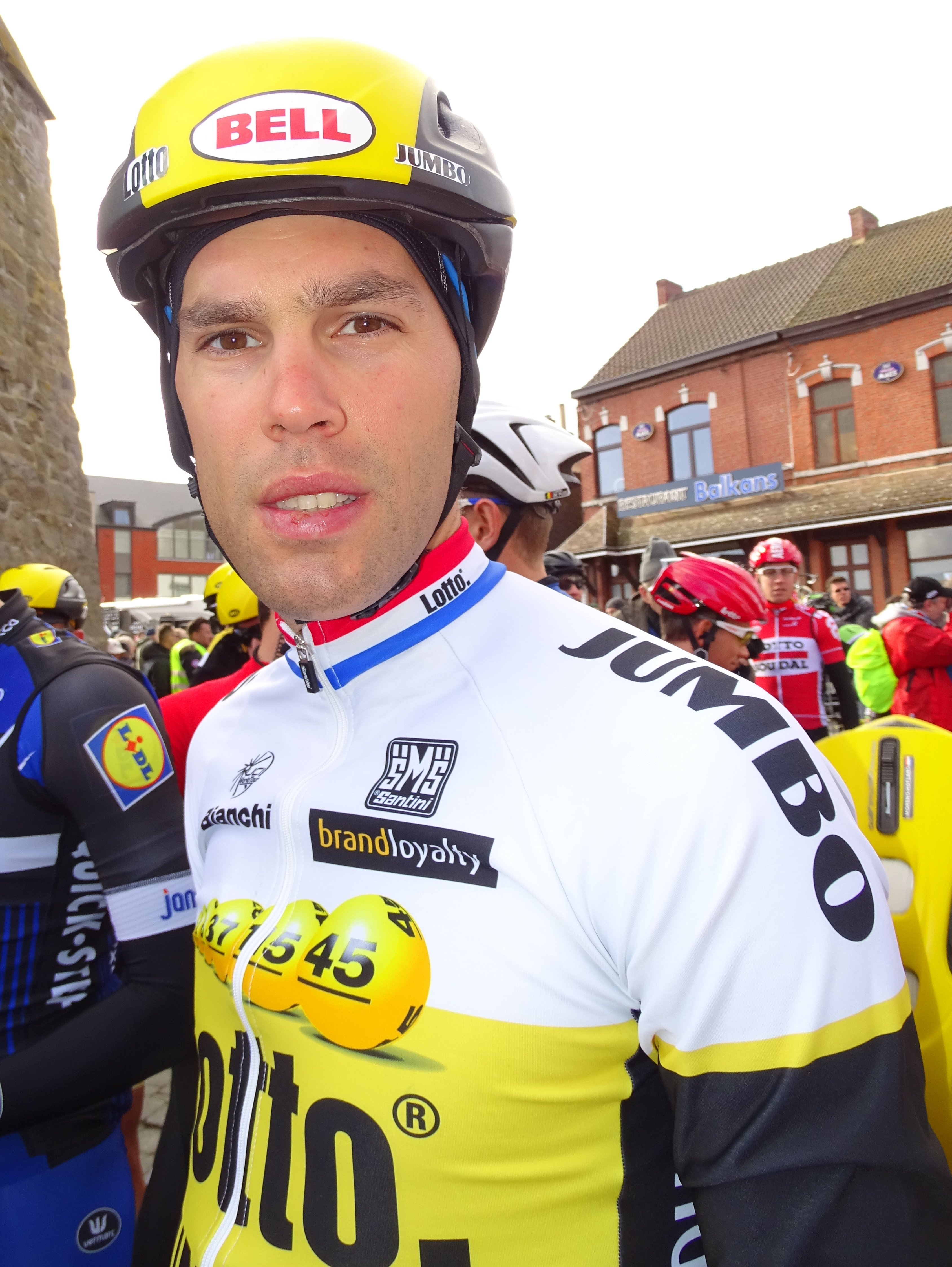
Maarten Wynants lors du départ du Samyn 2016 à Quaregnon.

## Palmarès et classements mondiaux

### Palmarès
- 2004
  -  Champion de Belgique sur route espoirs
- 2005
  - 3e du Hel van het Mergelland
- 2006
  - Grand Prix Beeckman-De Caluwé
- 2007
  - 3e de Halle-Ingooigem
- 2008
  - 3e du Trofeo Soller
- 2011
  - 1re étape de Tirreno-Adriatico (contre-la-montre par équipes)
- 2012
  - 3e de l'Eurométropole Tour
  - 10e de Paris-Roubaix
- 2013
  - 2e du Trofeo Platja de Muro
- 2017
  - 2e du Circuit du Houtland
  - 3e du Circuit Mandel-Lys-Escaut

### Résultats sur les grands tours

#### Tour de France
5 participations
- 2010 : 117e
- 2012 : non-partant (7e étape)
- 2013 : 132e
- 2014 : 117e
- 2016 : 138e

#### Tour d'Italie
1 participation
- 2013 : abandon (16e étape)

#### Tour d'Espagne
2 participations
- 2009 : 113e
- 2015 : non-partant (13e étape)

### Classements mondiaux
| Année                                 | 2005 | 2006 | 2007 | 2008 | 2009 | 2010 | 2011 | 2012 | 2013 | 2014 | 2015 | 2016 | 2017 | 2018 | 2019  | 2020  | 2021  |
| ------------------------------------- | ---- | ---- | ---- | ---- | ---- | ---- | ---- | ---- | ---- | ---- | ---- | ---- | ---- | ---- | ----- | ----- | ----- |
| UCI ProTour                           | nc   | nc   | 162e | nc   |      |      |      |      |      |      |      |      |      |      |       |       |       |
| UCI World Tour                        |      |      |      |      |      |      | nc   | 187e | nc   | nc   | nc   | nc   | 324e | 246e |       |       |       |
| Classement mondial                    |      |      |      |      |      |      |      |      |      |      |      | 554e | 378e | 787e | 1167e | 1447e | 1819e |
| UCI Europe Tour                       | 332e | 658e |      |      |      |      |      |      |      |      |      | 611e | 221e | 826e | 822e  | 1086e | 1250e |
| UCI Asia Tour                         | nc   | nc   |      |      |      |      |      |      |      |      |      | 462e | nc   | 494e |       |       |       |
|                                       |      |      |      |      |      |      |      |      |      |      |      |      |      |      |       |       |       |
| Légende : nc = non classéSource : UCI |      |      |      |      |      |      |      |      |      |      |      |      |      |      |       |       |       |